# Сагугунаво
Сагугунаво (груз. საგუგუნავოი) — село в Грузии, на территории Сенакского муниципалитета края (мхаре) Самегрело-Верхняя Сванетия.

## География
Село находится в западной части Грузии, на расстоянии приблизительно 8 километров (по прямой) к северу от города Сенаки, административного центра муниципалитета. Абсолютная высота — 44 метра над уровнем моря.

## Население
По результатам официальной переписи населения 2014 года в Сагугунаво проживал 121 человек (56 мужчин и 65 женщин). В национальной структуре населения грузины составляли 100 %.
| Год  | Население, человек |
| ---- | ------------------ |
| 2002 | 99                 |
| 2014 | ↗ 121              |